# Trachelyopterus lacustris
Trachelyopterus lacustris is een straalvinnige vissensoort uit de familie van de houtmeervallen (Auchenipteridae). De wetenschappelijke naam van de soort werd in 1874 gepubliceerd door Christian Frederik Lütken.